# Ponoï
Le Ponoï (en russe : Поной) est un fleuve de la péninsule de Kola en Russie. Long de 426 km, ce cours d'eau draine un bassin de 15 500 km2.

## Géographie
Le Ponoï prend sa source dans les hauteurs de Keïvy, à 50 km à l'est du lac Lovozero, au milieu de la péninsule de Kola. Il se dirige ensuite vers l'est en décrivant, sur la plus grande partie de son parcours, des méandres à travers un paysage de collines et de plaines de tourbières. Le fleuve reçoit plusieurs affluents du nord, le principal étant l'Atcheriok, qui prennent également leur source dans les hauteurs de Keïvy.
En aval de la confluence avec la rivière Pournatch, à 50 km de la mer, le Ponoï change de caractère et s'enfonce dans une vallée encaissée et comporte de nombreux rapides. Il se jette finalement dans la mer Blanche au cap Korabelni, à l'extrémité orientale de la péninsule de Kola.
Le Ponoï est gelé depuis la fin octobre ou le début novembre jusqu'à la première quinzaine du mois de mai.

## Hydrométrie - Les débits à Ponoï
Le débit du Ponoï a été observé pendant 41 ans (sur la période 1935 à 1977) à Ponoï, localité située à 13 kilomètres de son embouchure dans la mer Blanche.
À Ponoï, le débit inter annuel moyen ou module observé sur cette période était de 167 m3/s pour une surface de drainage prise en compte de 15 200 km2, soit plus ou moins 98 % de la totalité du bassin versant du fleuve qui en compte 15 500.
La lame d'eau écoulée dans cette partie du bassin atteint ainsi le chiffre de 346 millimètres par an, ce qui peut être considéré comme élevé et correspond aux valeurs relevées sur les autres cours d'eau de la région.
Cours d'eau alimenté avant tout par la fonte des neiges, le Ponoï a un régime nivo-pluvial.
Les hautes eaux se déroulent au printemps et au début de l'été, de mai à juillet inclus, ce qui correspond au dégel et à la fonte des neiges du bassin. Dès le mois de juillet, le débit baisse fortement, mais reste très soutenu tout au long du reste de l'été et de l'automne.
Au mois de novembre, le débit du fleuve faiblit à nouveau, ce qui mène à la période des basses eaux. Celle-ci a lieu de décembre à avril inclus.
Le débit moyen mensuel observé en mars (minimum d'étiage) est de 28,3 m3/s, soit environ 5,5 % du débit moyen du mois de juin (518 m3/s), ce qui souligne l'amplitude assez élevée des variations saisonnières. Ces écarts de débit mensuel peuvent être encore plus marqués d'après les années : sur la durée d'observation de 41 ans, le débit mensuel minimal a été de 14,9 m3/s en avril 1941, tandis que le débit mensuel maximal s'élevait à 1 280 m3/s en mai 1949.
En ce qui concerne la période libre de glaces (de mai à octobre inclus), le débit minimal observé a été de 24,3 m3/s en août 1942.

## La faune
Ce fleuve est riche en saumon atlantique (salmo salar) et attire de nombreux amateurs européens de pêche.
Les canards sont très nombreux sur le Ponoï, ainsi que les rats musqués.